# Infodemiología
La infodemiología es la evaluación, con el objetivo de mejorar la salud pública, de la información relacionada con la salud que los usuarios de Internet suben a la red. El término fue acuñado por el investigador canadiense Gunther Eysenbach.
Eysenbach utilizó inicialmente el término en el contexto de medir y pronosticar la calidad de la información en Internet sobre salud, es decir, medir la información por el «lado de la oferta». Medir la información por el lado de la demanda sería, por ejemplo, evaluar los términos más consultados en buscadores. Posteriormente Eysenbach incluyó en su definición métodos y técnicas diseñados para medir y seguir automáticamente tanto la «demanda» de información sobre salud (p. ej., analizar consultas de búsqueda) como la «oferta» de esta información (p. ej. analizar publicaciones de páginas web, de bitácoras —blogs— y de noticias, por ejemplo a través de la Red Mundial de Inteligencia sobre Salud Pública, GPHIN por sus siglas en inglés) con el objetivo general de evaluar las políticas y prácticas de salud pública. En 2013 se lanzó el proyecto Infovigil para coordinar los esfuerzos de la comunidad de investigadores en pos de este objetivo. Está financiado por los Institutos Canadienses de Investigación Sanitaria.
Eysenbach demostró sus argumentos al hallar una correlación entre las búsquedas en Google relacionadas con la gripe (dato de demanda) y los datos de incidencia de esta enfermedad. Demostró que fijándose en estas búsquedas se pueden predecir antes y mejor los acontecimientos de salud pública que con los tradicionales métodos de vigilancia epidemiológica, como informes de médicos centinela.
Los investigadores han aplicado planteamientos infodemiológicos al estudio del contagio del VIH/sida, el SARS, la gripe, el grado de vacunación, el consumo de antibióticos, la incidencia de esclerosis múltiple, patrones de consumo de alcohol, la eficacia de utilizar la web social para la personalización del tratamiento de la salud, las crisis epilépticas y la eficacia del evento antitabaco Great American Smokeout.
La infodemiología también se aplica a campos distintos de la salud, como el planeamiento urbanístico, las tendencias económicas o las preferencias de los votantes.

## Infodemia
A partir de "infodemiología" y "epidemia" ha surgido el término infodemia para describir la proliferación en Internet de noticias sobre salud totalmente falsas o parcialmente incorrectas. La Organización Mundial de la Salud se ha reunido con representantes de Google, Facebook, Amazon y Twitter para paliar la difusión de información falsa sobre la epidemia de neumonía por coronavirus de 2019-2020. En su reporte de la situación número 86 la Organización Mundial de la Salud define la palabra infodemia como un exceso de información, algunas veces precisa y otras no, que hace muy difícil encontrar fuentes de información fiables y guías adecuadas cuando se necesitan.